# Каплиця Святої Великомучениці Варвари

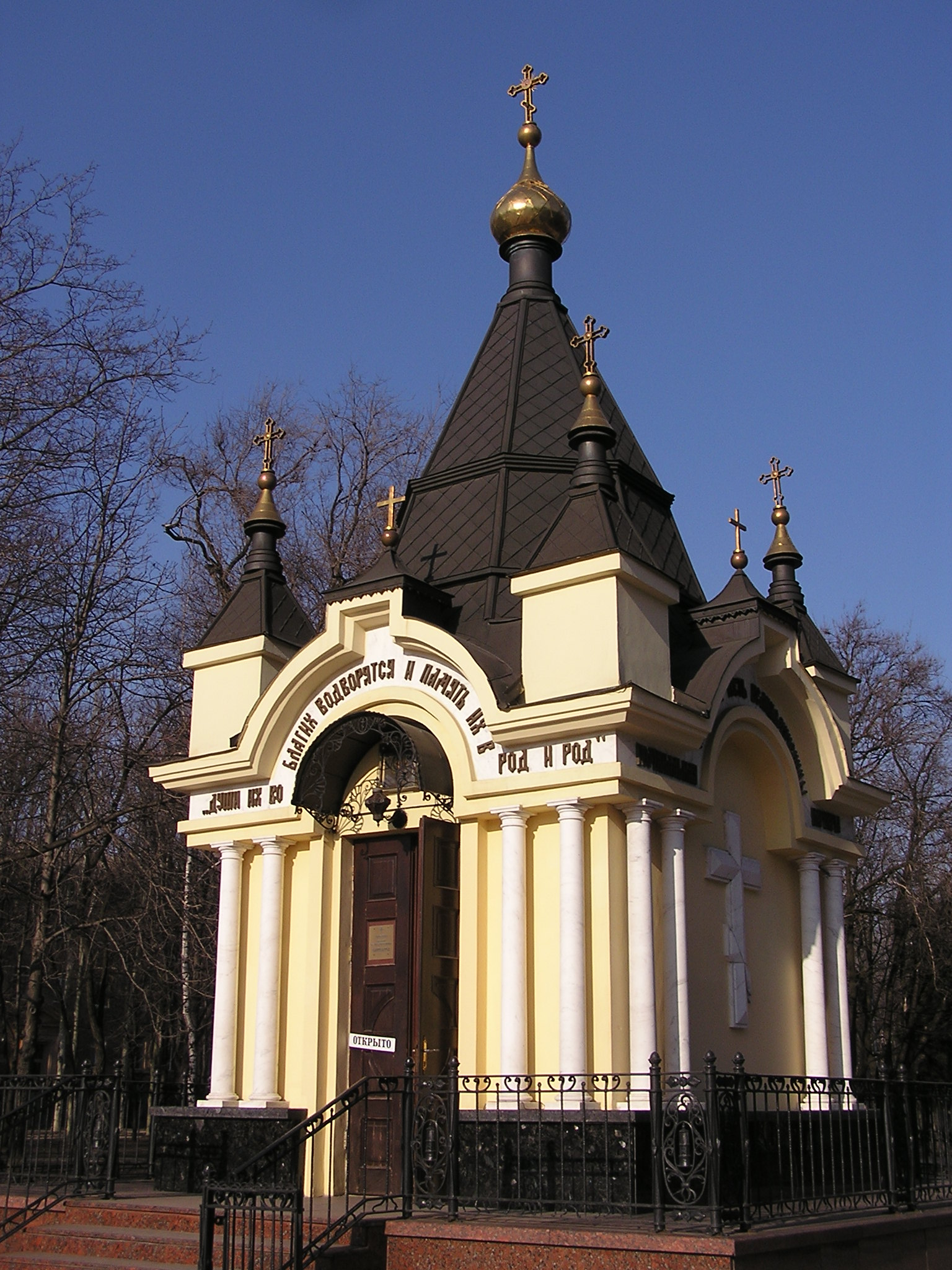
Каплиця Святої Великомучениці Варвари

Каплиця Святої Великомучениці Варвари — в народі називають «шахтарською» — одна з візитівок Донецька. Свята Великомучениця Варвара здавна вважається покровителькою шахтарів. І ця каплиця була побудована в пам'ять про шахтарів, загиблих на виробництві. У маленьку капличку щодня приходять родичі гірників, щоб помолитися за здоров'я тих, хто вибрав цю нелегку професію, і поставити свічку за шахтарів, життя яких обірвалося під землею.
Головна святиня — ікона святої великомучениці Варвари з частинкою її святих мощей.
Знаходиться в Київському районі Донецька по  вулиці Артема.